# Zisterzienserinnenabtei La Bourdillière

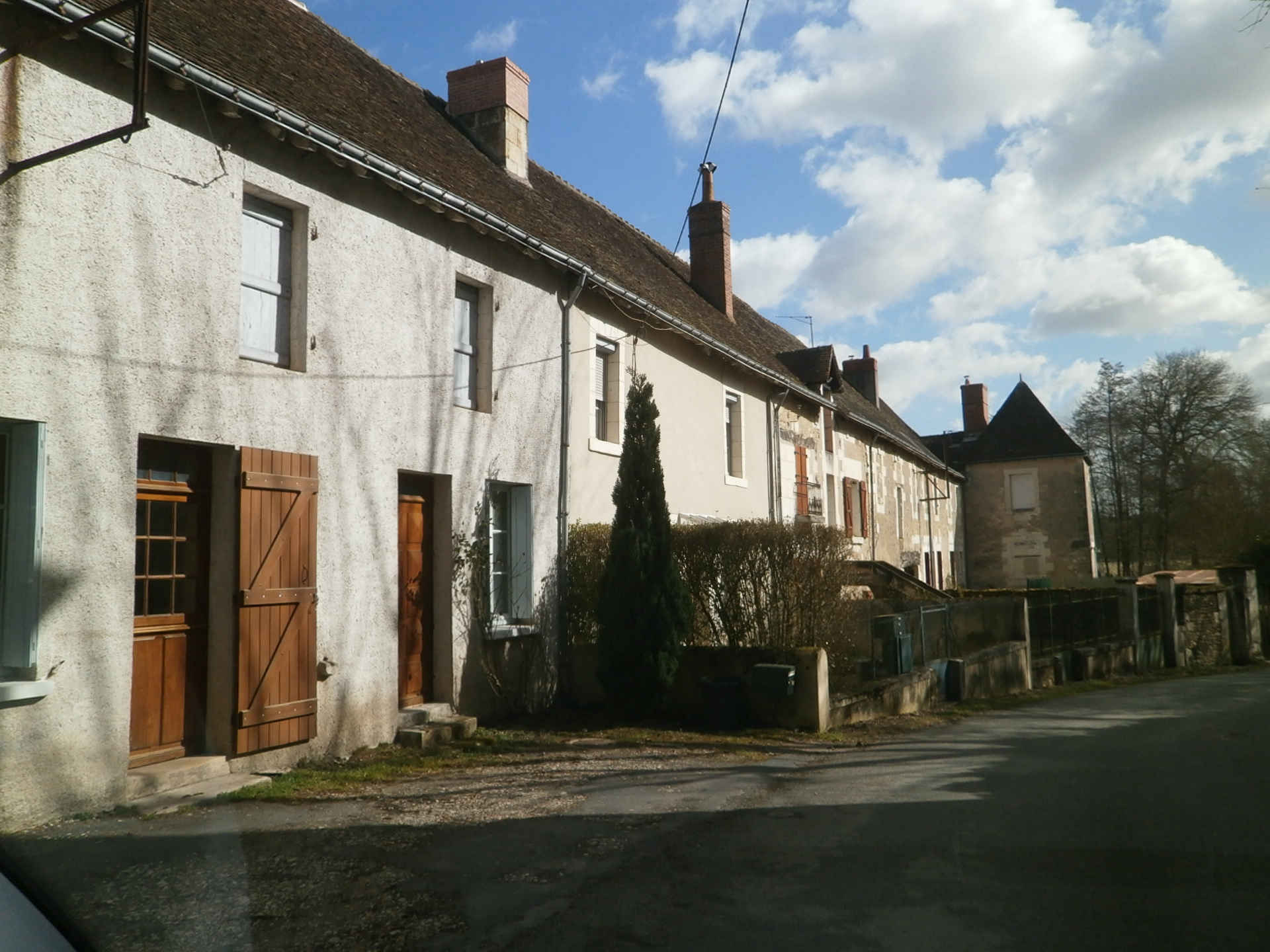
Genillé Bourdillière (2015)

Die Zisterzienserinnenabtei La Bourdillière war von 1662 bis 1778 ein Kloster der Zisterzienserinnen in Genillé, Département Indre-et-Loire, Erzbistum Tours in Frankreich. 

## Geschichte
Ein vermögender Vertreter der Familie de Menou, der zahlreiche Schwestern, Töchter und Nichten hatte, gründete 1662 unter Erzbischof Victor Le Bouthillier von Tours für seine Familie nordöstlich Loches in Genillé am Fluss Indrois durch Kauf eines alten Herrenhauses das Nonnenkloster La Bourdillière (so der Name des Herrenhauses, die Kapelle war Notre-Dame de Pitié gewidmet). Die erste Äbtissin, Claude de Menou, ältere Schwester des Stifters, war Nonne der Zisterzienserinnenabtei La Virginité. Das ursprüngliche Priorat wurde 1688 zur königlichen Zisterzienserinnenabtei erhoben. Das Kloster (mit zeitweise 50 Nonnen) hatte die Besonderheit, fast ausschließlich durch ein und dieselbe Familie besiedelt zu sein. Finanzielle Schwierigkeiten führten zur offiziellen Auflösung 1770, die 1778 wirksam wurde. Verbliebene Gebäude (die Kirche ist zerstört) stehen seit 1951 unter Denkmalschutz. In der Kirche Sainte-Eulalie in Genillé erinnert eine Tafel an das einstige Kloster.

### Priorinnen und Äbtissinnen
- 1662–1691: Claude de Menou
- 1691–1695: Catherine de Menou
- 1695–1734: Catherine de Menou (Nichte der vorhergehenden Äbtissin)
- 1734–1752: Catherine-Françoise de Menou
- 1752–1764: Marie-Éléonore de la Roche-Menou
- 1764–1778: Agathe de la Pagerie